# Новгородская берестяная грамота № 247
Берестяная грамота № 247 — берестяная грамота, найденная в 1956 году при раскопках в Новгороде. Документ датируется серединой 20-х — серединой 90-х годов (предпочтительнее до середины 50-х годов) XI века. Является одной из древнейших берестяных грамот. Хранится в Новгородском музее-заповеднике в Великом Новгороде.
Найдена на Неревском раскопе (Неревский конец) вместе с грамотой № 246 непосредственно на мостовой Великой улицы, на 24-м уличном настиле. Это фрагмент, оборванный с начала и с конца.
Автор сообщает, что заявление о взломе и грабеже с общим ущербом в 40 резан оказалось ложным. Также им упоминаются смерды, которые должны побить клеветника.
Перевод текста: «...обвиняет этого [человека] в ущербе на 40 резан. А замок цел и двери целы, и хозяин по этому поводу иска не предъявляет. Так что накажи штрафом того обвинителя. А с этого смерда епископ должен получить [такую-то сумму]». После этого могли быть слова со значением «если же захотят» или «могут ведь», после чего читается: «...смерды избить обвинителя...».
Грамота написана на чистом древненовгородском диалекте. А. А. Зализняку удалось расшифровать прежде непонятное место из берестяной грамоты № 247: «а замъке кѣле а двьри кѣлѣ» (рус. а замок цел и двери целы), отождествив формы кѣле и кѣлѣ с русским словом цѣлъ. Предыдущее толкование было связано с иным разделением на слова («а замъке кѣлеа двьри кѣлѣа») и переводом («а замок кельи, двери кельи…») и влекло за собой целый ряд грамматических и смысловых проблем. Содержание берестяной грамоты № 247 показало, что второй палатализации не было в корне «кѣл-», а значит в древненовгородском диалекте, в отличие от всех других языков и диалектов славянского мира, не произошла вторая палатализация и, следовательно, предки новгородцев отделились от остальных славян раньше второй палатализации.